# 이수민 (1984년)
이수민(1984년 10월 5일 ~ )은 대한민국의 배우, 비디오 자키이다. 음악 그룹 C.I.V.A에서 리더이자 래퍼를 맡았다. 과거 손여리라는 예명으로 활동한 적이 있다.

## 학력
- 동아방송예술대학 방송연예학과 졸업

## 생애
2003년 연극배우로 첫 데뷔하였고 2005년 뮤지컬 배우 데뷔하였으며 같은 해 2005년 영화 《용서받지 못한 자》의 단역으로 영화배우 데뷔하였고 1년 후 2006년 CBS 기독교방송 시트콤에서 텔레비전 연기자로 활동한 적이 있으며 이듬해 2007년 SBS 서울방송 드라마 《미워도 좋아》로 정식 연기자 데뷔후, 2012년 Mnet의 프로그램 <음악의 신>에서 이고문 역할을 맡았다. 2016년 <음악의 신 2>에서 가상의 3인조 걸그룹 C.I.V.A로 활동했다.

## 출연작
- 2005년 영화 용서받지 못한 자
- 2007년: SBS 미워도 좋아
- 2012년: Mnet 음악의 신
- 2016년: Mnet 음악의 신 2
- 2016년: tvN SNL 코리아
- 2016년: Mnet 너의 목소리가 보여 시즌 3
- 2016년: tvN 막돼먹은 영애씨 시즌 15
- 2017년: tvN 막돼먹은 영애씨 시즌 16